# Lill-Stensjöåstjärnen
Lill-Stensjöåstjärnen är en sjö i Härjedalens kommun i Härjedalen och ingår i Ljusnans huvudavrinningsområde.